# Shepperton Studios

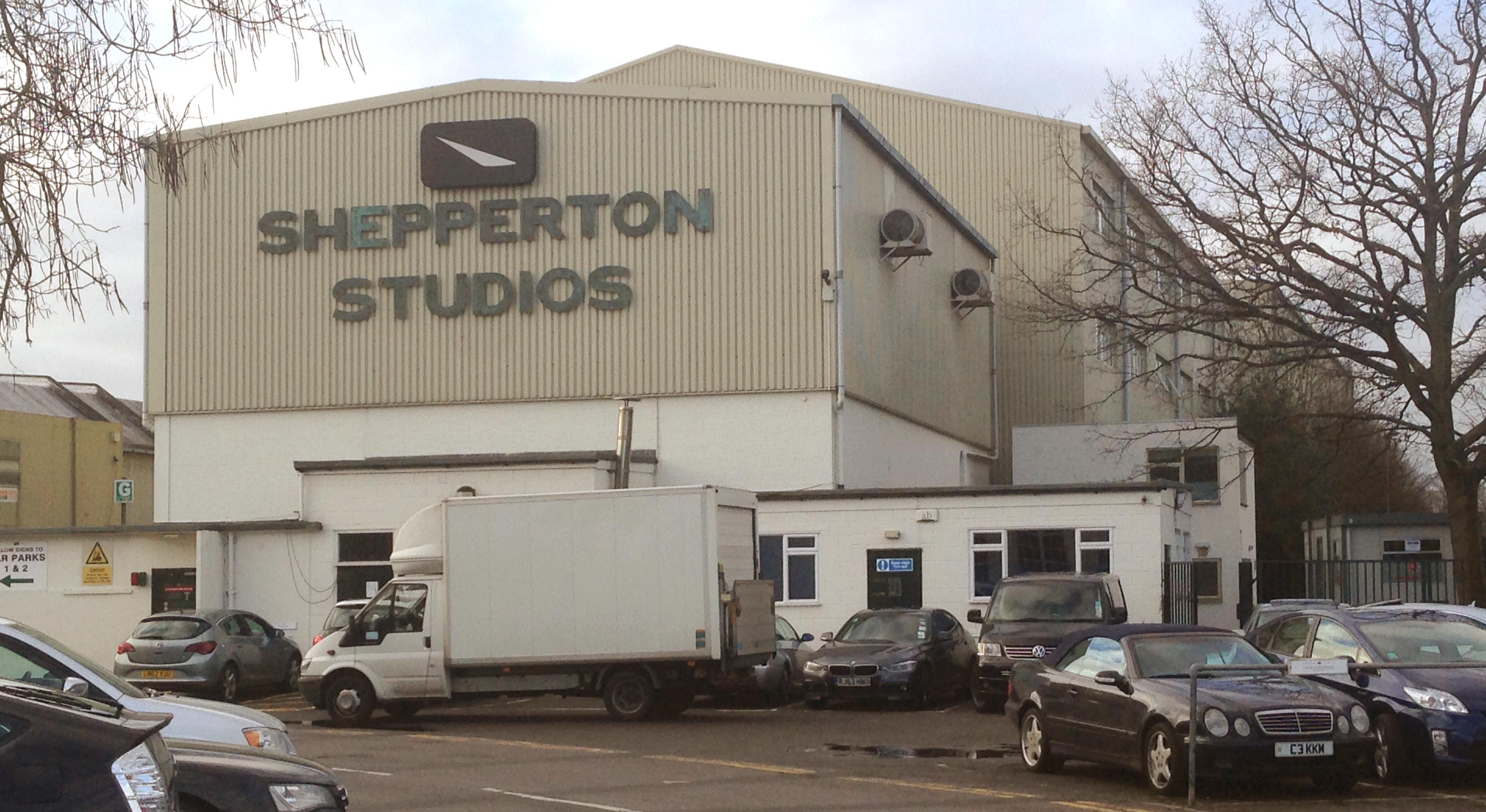
Shepperton Studios

Shepperton Studios é um estúdio de cinema localizados em Shepperton, Surrey, Inglaterra, com uma história que remonta a 1931. Ele agora faz parte do Pinewood Group. No início de sua existência, o estúdio era chamado de Sound City.

## História

### 1930–1960
Antes de Shepperton Studios ser construída, havia Littleton Park, que foi construído no século XVII pelo nobre local Thomas Wood. A velha mansão ainda está no site.
O empresário escocês, Norman Loudon, adquiriu Littleton Park, e em 1931, para usa-lo para seu novo estúdio de cinema, Sound Film Producing & Recording Studios; inaugurado em 1932. O estúdio, que produziu tanto longas e curtas-metragens, rapidamente se tornou um sucesso e expandiu-se rapidamente. Proximidade com a Vickers-Armstrongs fábrica de aviões em Brooklands, que atraiu bombardeiros alemães, interromperam as filmagens durante a Segunda Guerra Mundial, como fez a requisição dos estúdios em 1941 pelo governo, que pela primeira vez do açúcar de armazenamento e, mais tarde, para criar chamariz de aeronaves e de munições para o posicionamento no Oriente Médio. O Ministério da Produção de Aeronaves também assumiu parte dos estúdios para a produção do bombardeiro de Vickers Wellington componentes no início da guerra.
Após a reabertura, em 1945, os estúdios mudou de mãos. Quando Sir Alexander Korda adquiriu a British Lion Films, ele também adquiriu uma participação na Sound City e Shepperton Studios. Entre os filmes em que ele estava envolvido durante este período foram O Ídolo Caído (1948) e O Terceiro Homem (1949), que foram filmados tanto nos estúdios e em locações, e tem sido referido como o melhor film noir britânico.
Apesar de tais sucessos, British Lion correu em dificuldades financeiras na década de 1950, quando ele era incapaz de pagar um empréstimo da National Film Finance Corporation em 1949 e entrou em concordata em 1 de julho de 1954. Em janeiro de 1955, uma nova empresa, a British Lion Filmes Ltd, foi formada e Roy e John Boulting assumiram a Shepperton Studios. Suas comédias, como I'm All Right Jack (1959), foram produzidos lá, como foram os dramas de outros cineastas, como Os Canhões de Navarone (1961) de J. Lee Thompson. Outros projetos do estúdio na mesma década incluem Dr. Strangelove (1964) e o musical Oliver! (1968), que ganhou o Oscar de melhor mixagem de som.

### 1970 até o presente

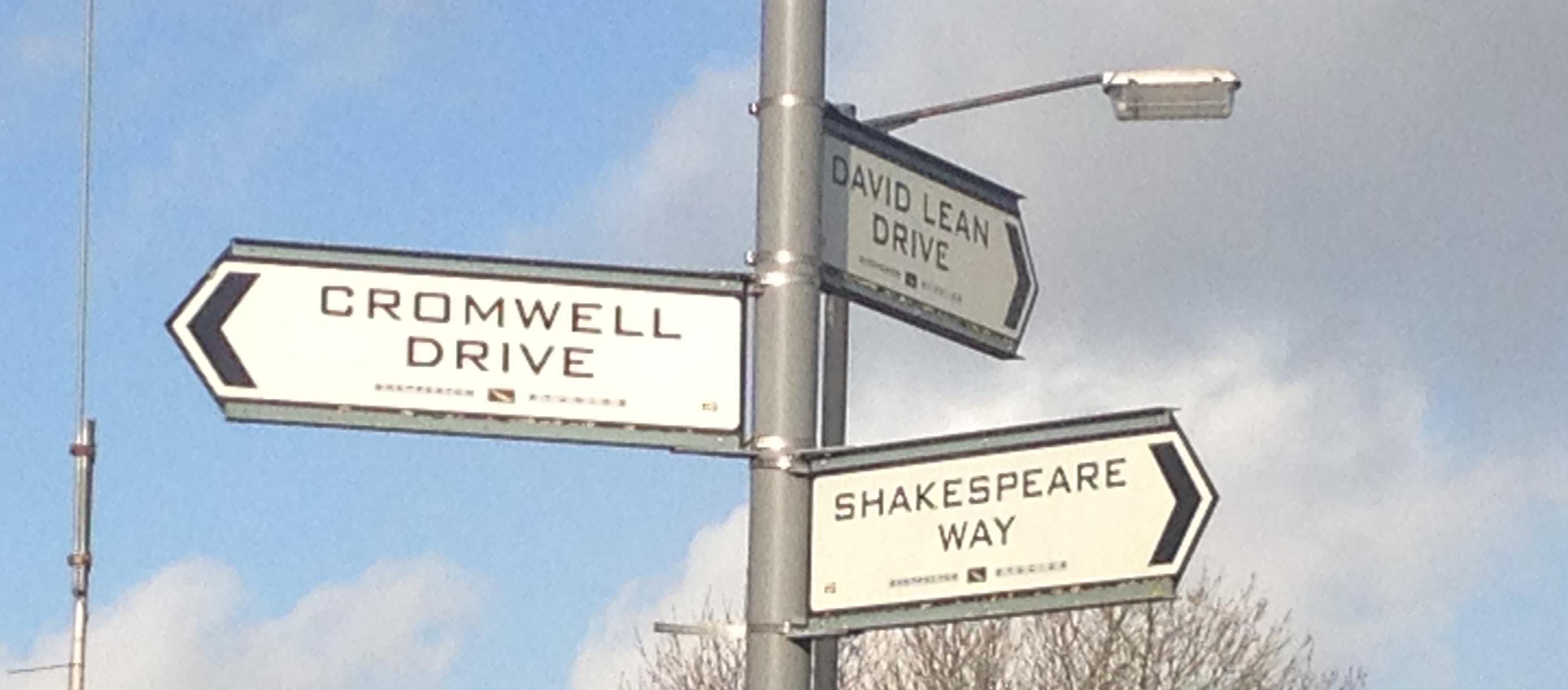
Sinal de rua do Shepperton Studios

Apesar dos altos e baixos financeiros da British Lion e a mudança de mãos, os estúdios permaneceram ativos té o início da década de 1970. Em 1969, os estúdios produziram 27 filmes; em 1971, este número caiu para sete. A produção em toda a década de 1970 foi irregular, atingindo um mínimo de dois filmes em 1979. Entre os problemas enfrentados por Shepperton Studios durante este tempo, foi o desejo do novo diretor da British Lion , John Bentley,  para vender os terrenos para imobiliárias, sendo que o readequando da terra tem quase dobrou o seu valor. Uma aliança foi proposta, e em 1973, e a área dos estúdios foi reduzida de 60 acre(s)s (240 000 m2) a 20 acre(s)s (81 000 m2).
Os créditos do estúdio nos anos 70 incluem Laranja Mecânica, Dad's Army (1971), Jovens Winston (1972) e O Dia do Chacal. Em 1975, os estúdios foram novamente transferidos para novo proprietário e, apesar da escassa produção de agendas, serviu como set de filmagens de algumas produções de alto orçamento, incluindo A Profecia (1976),  Os Meninos do Brasil (1978), Alien (1979), O Homem Elefante (1980), Gandhi (1982) e Passagem para a Índia (1984). Em 1978, a banda de rock The Who,  filmou cenas de shows ao vivo em Shepperton especialmente para o seu documentário, The Kids Are Alright.
Em 1984, Shepperton Studios mudou de mãos mais uma vez, ficar sob o controle dos irmãos John e Benny Lee, que renovou os estúdios, mas logo perdeu o controle como um resultado da "segunda-feira negra" de 1987, e a greve dos roteiristas americanos de 1988 e questões internas dentro da companhia, Lee Internacional. O banqueiro Warburg Pincus adquiriu o estúdio, que tornou-se ocupado com as filmagens de programas de TV, bem como filmes como  Hamlet (1990), Robin Hood: O Príncipe dos Ladrões (1991) e The Madness of King George (1994). Em 1995, os estúdios foram adquiridos por um consórcio liderado por Ridley e Tony Scott, o que levou a uma extensa renovação dos estúdios, bem como a expansão e melhoria dos seus fundamentos.
Em 2001, Shepperton Studios foram submetidos a outra fusão para se tornar parte do Pinewood Studios Grupo, que também é dono de Pinewood e Teddington Studios no Reino Unido, bem como outras empresas fora do país. 